# A Manchester United FC és az Arsenal FC 2011. augusztus 28-i mérkőzése
A Manchester United FC és az Arsenal FC közötti 2011–2012-es Premier League-mérkőzést az Old Traffordon játszották 2011. augusztus 28-án. A Manchester United 8–2-re nyert, ami az Arsenal legnagyobb veresége lett 1927 óta, amikor 7–0-ra kaptak ki a West Ham United ellen. Ez volt az első alkalom a csapat nyolc gólt kapott 1896 óta, mikor a Loughborough verte meg őket 8–0-ra a másodosztályban.

## Mérkőzés

### Csapatok
Sir Alex Ferguson, a Manchester United menedzsere ugyanazt a kezdőcsapatot játszatta, mint a Tottenham Hotspur elleni győzelem során hat nappal korábban. Abban a csapatban is mindössze három változtatás volt a West Bromwich Albion elleni nyitómérkőzésről. Rio Ferdinand középhátvéd kihagyta a Tottenham elleni mérkőzést térdsérüléssel, de visszatért edzésre az Arsenal elleni mérkőzés előtt. Ennek ellenére csak a cserepadon kapott helyett, illetve a megszokott duó másik fele, Nemanja Vidić is sérült volt. Helyettük Jonny Evans és a nyáron leigazolt Phil Jones játszottak a védelem közepében. A United kezdő jobbhátvédje, Rafael már rég óta vállproblémákkal küszködött, így helyette Chris Smalling volt kezdő, míg a védelem másik szélén a csapatkapitányként játszó Patrice Evra szerepelt. Mögöttük a kapuban pedig a nyáron az Atlético Madridtól leigazolt 20 éves David de Gea játszott, sorozatban negyedik mérkőzésén. A középpálya és a támadósor megegyezett az első két bajnokin kiálló játékosokkal, míg Tom Cleverley volt az egyetlen, aki a szuperkupadöntőn még nem kezdett, de pályára lépett Michael Carrick cseréjeként. Szóba esett, hogy Darren Fletcher kezdeni fog a mérkőzésen, miután egy vírusos megbetegedés miatt heteket ki kellett hagynia, de végül nem kapott lehetőséget. Javier Hernández csak a cserepadra volt nevezve, miután agyrázkódást szenvedett csapata felkészülési mérkőzései közben az Egyesült Államokban. Danny Welbeck és Wayne Rooney volt a két kezdő támadó.
Az Arsenal még több problémával szenvedett, miután a szezon első két mérkőzésén kiállították egy-egy játékosukat. Ennek köszönhetően Gervinho és Emmanuel Frimpong se játszhattak a rangadón, míg Alex Song se volt elérhető, miután utólak eltiltották három mérkőzésre, amiért megtaposta a Newcastle United játékosát, Joey Bartont a szezonnyitó mérkőzésen. A kapuban Wojciech Szczęsny állt, aki az előző szezon közepén lett a kezdő Łukasz Fabiański helyett. A védelemben a sérülésből visszatérő Laurent Koscielny játszott középhátvédként, Johan Djourou mellett. Armand Traoré kezdett a baloldalon Kieran Gibbs helyén, aki térdsérülésben szenvedett, míg a jobboldalon megszokott Bacary Sagna még a keretbe se fért be, helyette a 19 éves Carl Jenkinson szerepelt. Jack Wilshere és Abou Diaby sérülésének köszönhetően Arsène Wenger három középpályás mellett döntött, Aaron Ramsey, Tomáš Rosický és Francis Coquelin személyében. Az utóbbi játékosnak ez volt első mérkőzése a londoni csapat színeiben. Theo Walcott kezdett a jobb-, míg Andrej Arsavin a balszélen, a középcsatár pedig a csapatkapitány Robin van Persie volt.

### Áttekintés

#### Első félidő

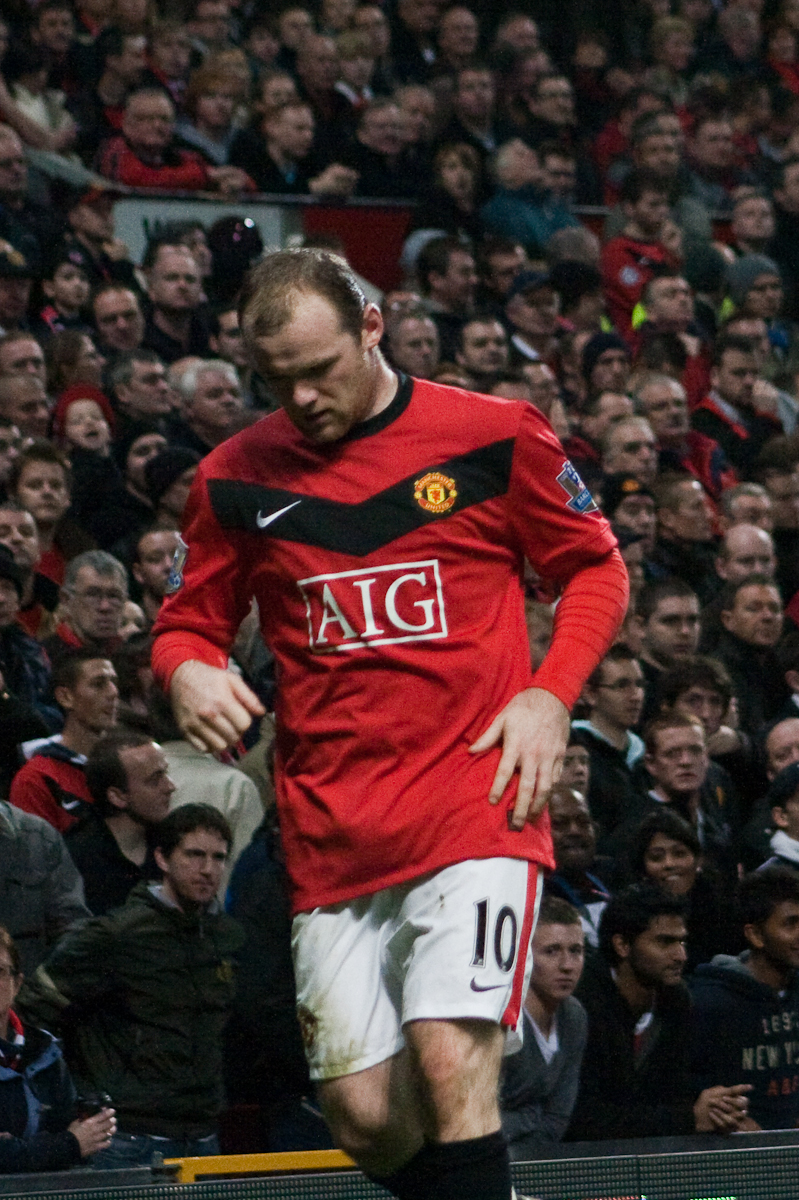
Wayne Rooney, a Manchester United csatára mesterhármast szerzett a találkozón

A mérkőzés 16:00-kor kezdődött helyi idő szerint, 75 448 szurkoló előtt a Manchester United otthonában, az Old Traffordon. A United szerezte meg az első gólt a 22. percben, mikor Welbeck meg tudta előzni Djourout a tizenhatoson belül, miután Anderson elé emelte a labdát és az angol a kapuba fejelt Szczęsny mellett. Az Arsenal öt perccel később megkapta a lehetőséget az egyenlítésre, mikor Evans szabálytalan volt Walcott ellen a tizenhatoson belül és a londoni csapat büntető kapott. Van Persie állt a labda mögé, de De Gea megfogta lövését. Egy perccel később Traoré megpróbált felszabadítani Rooney beadása után, de a labda Ashley Youngnál kötött ki, aki a jobb lábára tette és a jobb felső sarokba csavarta. Ez volt első gólja a Vörös Ördögök színeiben azóta, hogy a nyáron leszerződtették.

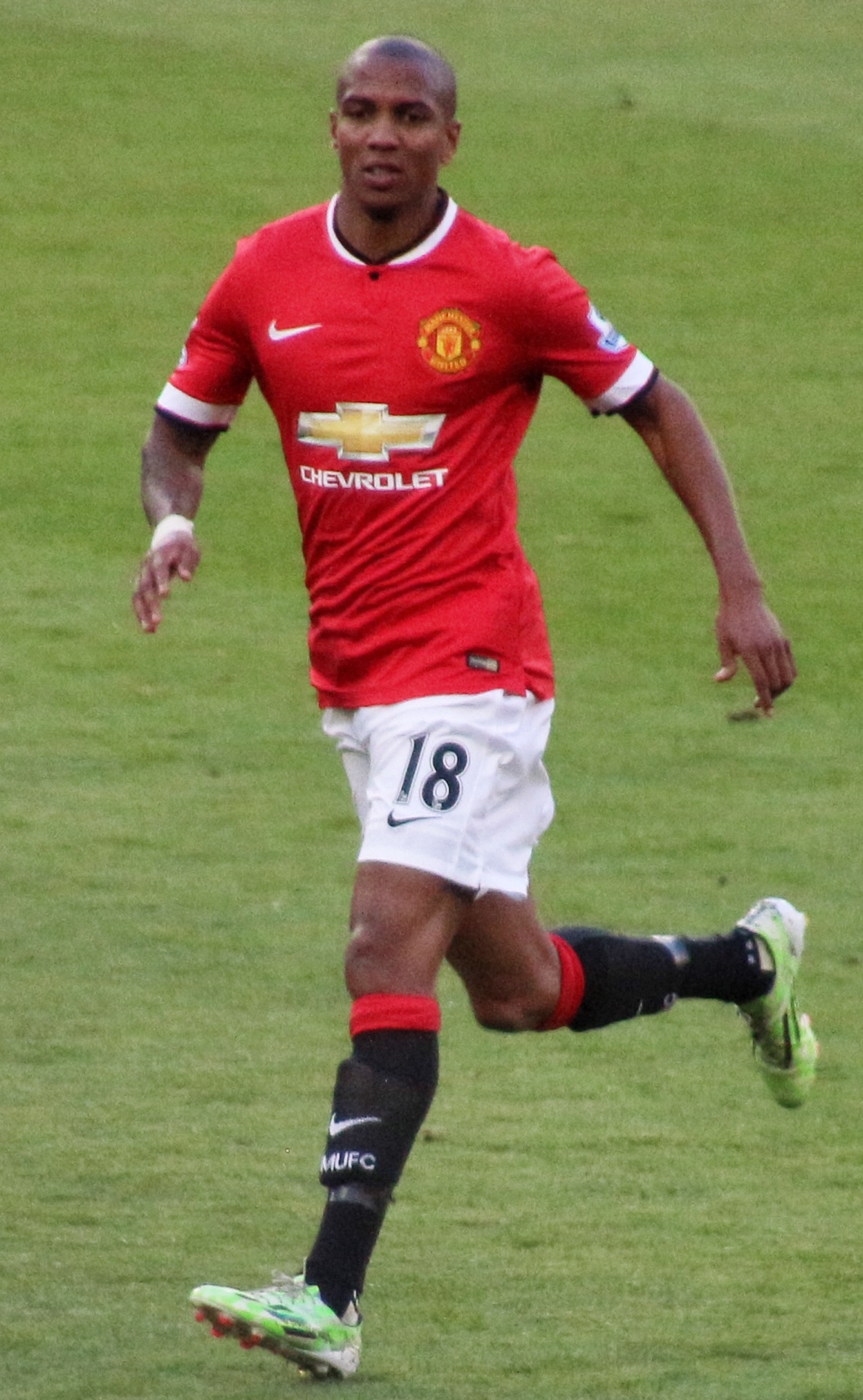
Ashley Young, a Manchester United nyári igazolása duplázott a találkozón

A 35. percben Welbecket le kellett cserélni egy combsérülés miatt, helyét Hernández vette át. Rooney a 41. percben szerezte meg 150. gólját a Manchester United színeiben, egy szabadrúgásból, amit Jenkinson szabálytalansága miatt kapott a United, aki sárga lapot is kapott az esetért. Rooney Younghoz gurította a labdát, aki megállította, így megváltoztatva a szöget, ahonnan az angol csatár lőni tudott, megadva neki a lehetőséget, hogy a sarokba tekerje a labdát a sorfal mellett. Az Arsenal még tudott szépíteni a félidőben, mikor Evre felszabadítására lecsapott Ramsey, amit után Arsavin és Rosický játékát követően Van Persie átengedte a labdát Walcottnak, aki De Gea lábai között a kapuba gurította, megszerezve csapata első gólját a szezonban.

#### Második félidő
Közel 20 perc kellett, hogy a Manchester United ismét betaláljon az Ágyúsok kapujába. Első góljához hasonlóan Rooney pontosan ugyanazt a formációt játszotta le Younggal, ismét gólt szerezve. Három perccel később Rooney ismét fontos szerepet játszott, mikor átpasszolta a labdát a tizenhatoson szélén szabadon álló Nanihoz az Arsenal védelme mellett, aki ezt követően könnyedén átemelte a játékszert Szczęsny felett a büntetőpont környékéről. Ez volt Nani utolsó említendő labdaérintése, hiszen ő és Anderson helyére érkezett Ryan Giggs és Pak Csiszong. Pak szinte rögtön fontos szerepet játszott a mérkőzés lefolyásában, mikor Rooney-nak passzolta a labdát, aki megpróbálta átemelni a kapust, de lövése csak a kapufát érintette. A dél-koreai középpályás a passz után néhány perccel később önmaga is gólt szerzet. Azt követően, hogy Younggal egymásnak passzoltak a tizenhatos szélén, Pak bal lábbal az alsó sarokba küldte a labdát. Ezzel a United már 6–1-re vezetett. Van Persie szerezte az Arsenal utolsó gólját, ellőve a labdát De Gea mellett a 74. percben.
Két perccel később Jenkinson megkapta második sárga lapját egy Hernández elleni szabálytalanság miatt, így kiállították. Ezzel az Arsenal első három mérkőzésén a bajnokságban mind kiállították egy-egy játékosukat. Rooney egy büntetővel szerezte meg harmadik gólját a mérkőzésen, hatodik mesterhármast volt a United színeiben. Ezt követően Young állította be a 8–2-es végeredményt a 91. percben.

### A mérkőzés
| 2011. augusztus 28. 16:00 (GMT) |

| Manchester United                                                          | 8–2               | Arsenal                      |
| -------------------------------------------------------------------------- | ----------------- | ---------------------------- |
| Welbeck 22' Young 28' 90+1' Rooney 41' 64' 82' (11-esből) Nani 67' Pak 70' | (3–1) Jegyzőkönyv | Walcott 45+3' van Persie 74' |

| Old Trafford, Manchester Nézőszám: 75 448 Játékvezető: Howard Webb |

| Manchester United | Arsenal |

| KA                | 1  | David de Gea      |     |     |
| JV                | 12 | Chris Smalling    |     |     |
| KV                | 4  | Phil Jones        |     |     |
| KV                | 6  | Jonny Evans       | 27' |     |
| BV                | 3  | Patrice Evra ()   |     |     |
| JKP               | 17 | Nani              |     | 68' |
| KP                | 23 | Tom Cleverley     |     |     |
| KP                | 8  | Anderson          |     | 68' |
| BKP               | 18 | Ashley Young      | 27' |     |
| KCS0              | 10 | Wayne Rooney      |     |     |
| KCS0              | 19 | Danny Welbeck     |     | 36' |
| Cserék:           |    |                   |     |     |
| KA                | 34 | Anders Lindegaard |     |     |
| V                 | 5  | Rio Ferdinand     |     |     |
| V                 | 20 | Fábio             |     |     |
| KP                | 11 | Ryan Giggs        |     | 68' |
| KP                | 13 | Pak Csiszong      |     | 68' |
| CS                | 9  | Dimitar Berbatov  |     |     |
| CS                | 14 | Javier Hernández  |     | 36' |
| Menedzser:        |    |                   |     |     |
| Sir Alex Ferguson |    |                   |     |     |

| KA            | 13 | Wojciech Szczęsny       |         |     |
| JV            | 25 | Carl Jenkinson          | 40' 77′ |     |
| KV            | 20 | Johan Djourou           | 63'     |     |
| KV            | 6  | Laurent Koscielny       |         |     |
| BV            | 30 | Armand Traoré           |         |     |
| KP            | 16 | Aaron Ramsey            |         |     |
| KP            | 39 | Francis Coquelin        |         | 62' |
| KP            | 7  | Tomáš Rosický           |         |     |
| JSZ           | 14 | Theo Walcott            |         | 84' |
| KCS0          | 10 | Robin van Persie        |         | 84' |
| BSZ           | 23 | Andrej Arsavin          | 15'     |     |
| Cserék:       |    |                         |         |     |
| KA            | 21 | Łukasz Fabiański        |         |     |
| KA            | 49 | Ignasi Miquel           |         |     |
| V             | 46 | Henri Lansbury          |         | 84' |
| KP            | 53 | Oğuzhan Özyakup         |         |     |
| KP            | 15 | Alex Oxlade-Chamberlain |         | 62' |
| KP            | 29 | Marván as-Samáh         |         | 84' |
| KP            | 54 | Gilles Sunu             |         |     |
| Menedzser:    |    |                         |         |     |
| Arsène Wenger |    |                         |         |     |

| Asszisztensek: Darren Cann Mick McDonough Negyedik játékvezető: Lee Mason |

## Statisztikák
| Statisztika            | Manchester United | Arsenal |
| ---------------------- | ----------------- | ------- |
| Gólok                  | 8                 | 2       |
| Labdabirtoklás         | 56.3%             | 43.7%   |
| Lövések                | 14                | 8       |
| Kaput eltaláló lövések | 10                | 6       |
| Blokkolt lövések       | 1                 | 6       |
| Passzolási hatékonyság | 86.5%             | 80.1%   |
| Szögletek              | 3                 | 5       |
| Szabálytalanságok      | 9                 | 8       |
| SIkeres labdaszerzések | 67.7%             | 53.3%   |
| Lesek                  | 7                 | 0       |
| Sárga lapok            | 2                 | 2       |
| Piros lapok            | 0                 | 1       |
| Forrás: Sky Sports     |                   |         |

## Következmények

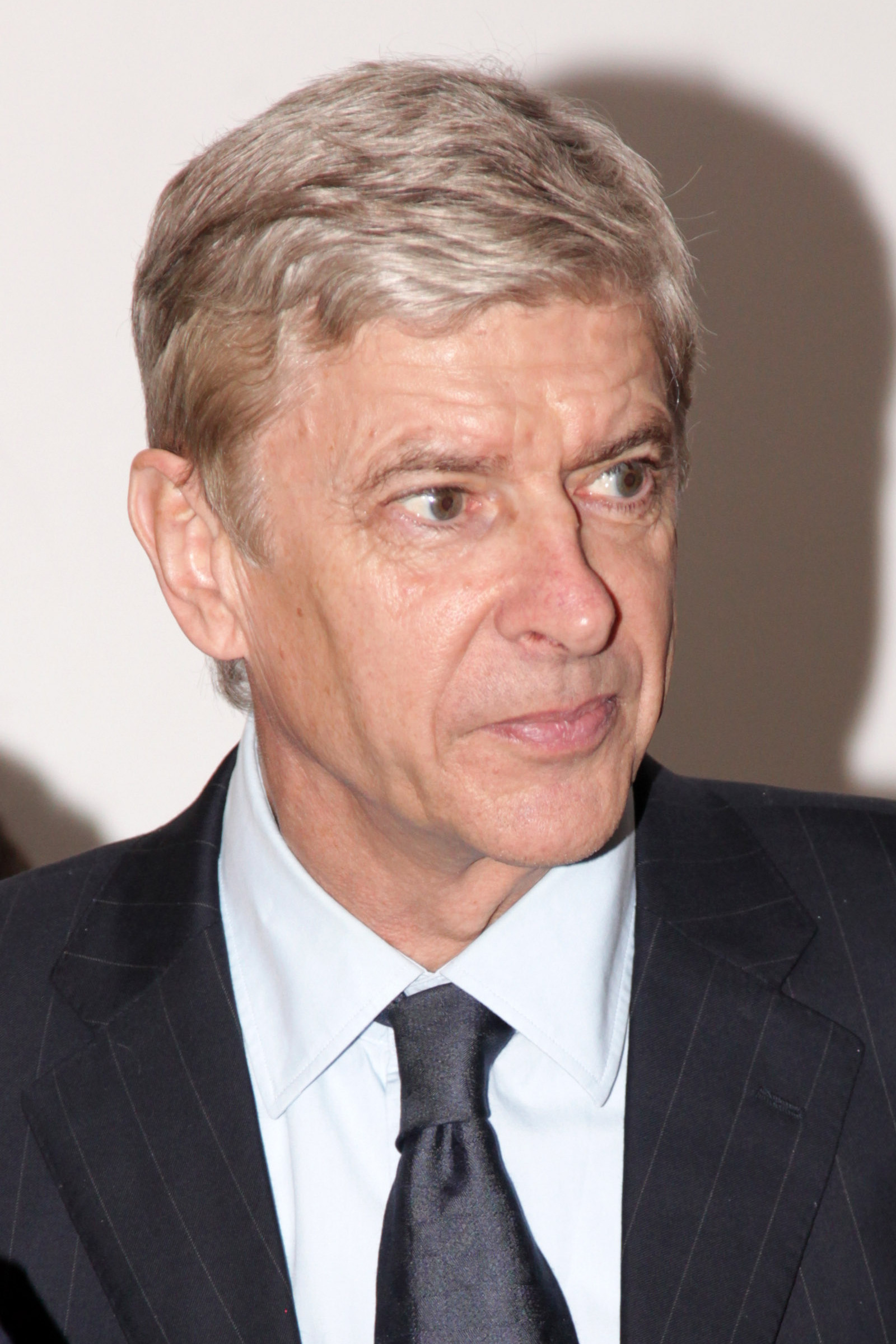
Arsène Wenger négy játékost igazolt a mérkőzés utáni három napban

A mérkőzést követően Arsène Wenger azt nyilatkozta a BBC Sports-nak, hogy az eredmény „megalázó” volt, de „nem érezte úgy, hogy egy 8–2-es találkozó” lett volna. Wenger bocsánatot kért a 3000 Arsenal-rajongótól, aki elutazott a mérkőzésre, a csapat pedig ingyen jegyet ajánlott nekik következő mérkőzésekre. Ferguson együttérző volt a francia menedzser felé, azt mondva, hogy „Mindig is nagy ellenfél volt és megint az lesz, mikor visszakapja nagy játékosait.”
Wenger gyorsan meg akarta erősíteni keretét, leszerződtette a dél-koreai Pak Csujongot az AS Monacóból, a brazil André Santos-t a Fenerbahçe csapatából, a német Per Mertesackert a SV Werder Bremenből és a spanyol Mikel Artetát az Evertonból, illetve kölcsön vette Josszí Benájúnt a Chelsea-től. A csapat védője, Armand Traoré soha nem lépett pályára újra az Arsenal színeiben, két nappal a találkozó után eladták az Queens Park Rangers-nek.
Egy 2017-ben a Sky Sports által készített közvéleménykutatás szerint a United szurkolói ezt a mérkőzést választották csapatuk történetének legjobbjának a bajnokságban.
Annak ellenére, hogy ekkora különbséggel megverték riválisukat és közel álltak a bajnokság megnyeréséhez, a Manchester United a szezont trófea nélkül zárta. Az évad végén ugyannyi pontjuk volt, mint a Manchester City-nek (89), de gólkülönbségük nyolc góllal gyengébb volt. Ez volt az első alkalom, hogy a bajnoki cím gólkülönbséggel dőlt el. Az Arsenal harmadik lett, 70 ponttal.